# 小屋山瀑布
小屋山瀑布位於台東縣卑南鄉，源於小屋山東南側利嘉溪無名支流溪谷。瀑布標高約860公尺至760公尺，為直瀉型瀑布，落差約100公尺。其東南方約300公尺處，即是肯都爾山瀑布。由於位處深山，目前並無山徑可供前往。

## 解
1. ↑  根據《臺灣通用電子地圖【NLSC】》、《臺灣通用正射影像【NLSC】》對照。